# イーグル・エア (ウガンダ)
イーグル・エア(Eagle Air)はウガンダのカンパラに本拠地を置く航空会社である。エンテベ国際空港を拠点に、定期路線とチャーター便の運航を行っている。

## 歴史
イーグル・エアは1994年6月にチャーター便を運航する航空会社として設立された。当初は"Eagle Aviation"または"Eagle Uganda"の名称を使用していた。
1994年11月より運航を開始し、1995年にはウガンダ国内の定期路線の運航も開始した。社長のTony Rubomboraが同社の62.5%を、会長のCharles Muthamaが37.5%を所有する。従業員数は2007年3月時点で62名である。

## 就航路線
イーグル・エアは以下の都市に就航している(2011年5月):。
- コンゴ民主共和国
  - ブニア - ブニア空港
- ガーナ
  - アクラ - コトカ国際空港
- ケニア
  - ナイロビ - ジョモ・ケニヤッタ国際空港
- 南アフリカ共和国
  - ヨハネスブルグ - ヨハネスブルグ国際空港
- 南スーダン
  - ジュバ - ジュバ空港
  - イェイ - イェイ空港
- タンザニア
  - ダルエスサラーム - ジュリウス・ニエレレ国際空港
- ウガンダ
  - アルア - アルア空港
  - エンテベ - エンテベ国際空港（ハブ）
  - グルー - グルー空港
  - カセッセ - カセッセ空港
  - キデポ - キデポ空港
  - キソロ - キソロ空港[4]
  - キトグム - キトグム空港
  - ムバララ - ムバララ空港[5]
  - モヨ - モヨ空港
  - Pakuba - Pakuba Airport
- ジンバブエ
  - ハラレ - ハラレ国際空港

## 機材
イーグル・エアは以下の機材を使用している（2010年8月時点）。
- ビーチクラフト 1900（19席） 1機
- Let L-410 Turbolet（19席） 3機
- パイパー PA-34（5席） 1機
- セスナ 206（4席） 1機